# Olexoa
Olexoa (oficialment Olejua) és un municipi de Navarra, a la comarca d'Estella Oriental, dins la merindad d'Estella. Limita al nord amb Abaigar, a l'est amb Villamayor de Monjardín i a l'oest amb Etaio i Oko.

## Demografia
| Evolució demogràfica                              | Evolució demogràfica | Evolució demogràfica | Evolució demogràfica | Evolució demogràfica | Evolució demogràfica | Evolució demogràfica | Evolució demogràfica | Evolució demogràfica | Evolució demogràfica | Evolució demogràfica |
| 1996                                              | 1998                 | 1999                 | 2000                 | 2001                 | 2002                 | 2003                 | 2004                 | 2005                 | 2006                 | 2007                 |
| ------------------------------------------------- | -------------------- | -------------------- | -------------------- | -------------------- | -------------------- | -------------------- | -------------------- | -------------------- | -------------------- | -------------------- |
| 58                                                | 55                   | 55                   | 54                   | 55                   | 54                   | 53                   | 54                   | 54                   | 55                   | 55                   |
| Fonts: Olejua i Institut d'Estadística de Navarra |                      |                      |                      |                      |                      |                      |                      |                      |                      |                      |